# Abdelhak Amghar
Pour les articles homonymes, voir Amghar.
Abdelhak Amghar, né le 16 juillet 1965 à Al Hoceïma, est un député socialiste USFP de la province d'Al Hoceïma, dans le nord du Maroc. Il est également le PDG de la société Alimani.

## Biographie
Il a notamment demandé à la France de reconnaître une part de responsabilité dans l'utilisation d'armes chimiques lors de la guerre du Rif,. Il a également critiqué plusieurs fois l'action de la police, pour sa gestion des manifestations de mars 2012 ou pour la mort au commissariat du militant Karim Lachkar, le 27 mai 2014.